# Cynorta maimirensis
Cynorta maimirensis is een hooiwagen uit de familie Cosmetidae.